# Kim Amb
Kim Amb (ur. 31 lipca 1990) – szwedzki lekkoatleta specjalizujący się w rzucie oszczepem.
Nie udało mu się awansować do finału mistrzostw świata juniorów w Bydgoszczy (2008). Podczas mistrzostw Europy do lat 23 w 2011 roku zajął czwarte miejsce. W 2012 był finalistą mistrzostw Europy oraz odpadł w eliminacjach na igrzyskach olimpijskich w Londynie. Startował w mistrzostwach świata w Moskwie (2013), Pekinie (2015) oraz Europy w Zurychu (2014) i Amsterdamie (2016). W 2021 zajął 11. miejsce podczas igrzysk olimpijskich w Tokio.
Medalista mistrzostw Szwecji, reprezentant kraju w drużynowych mistrzostwach Europy, Finnkampen oraz młodzieżowy mistrz krajów nordyckich z 2010 roku.
Rekord życiowy: 86,49 (25 lipca 2020, Zweibrücken).

## Osiągnięcia
| Rok  | Impreza                                 | Miejsce        | Lokata            | Wynik |
| ---- | --------------------------------------- | -------------- | ----------------- | ----- |
| 2008 | Mistrzostwa świata juniorów             | Bydgoszcz      | el. – 13. miejsce | 67,59 |
| 2010 | I liga drużynowych mistrzostw Europy    | Budapeszt      | 8. miejsce        | 69,53 |
| 2011 | Młodzieżowe mistrzostwa Europy U-23     | Ostrawa        | 4. miejsce        | 79,48 |
| 2012 | Mistrzostwa Europy                      | Helsinki       | 7. miejsce        | 79,03 |
| 2012 | Igrzyska olimpijskie                    | Londyn         | el. – 18. miejsce | 78,94 |
| 2013 | I liga drużynowych mistrzostw Europy    | Dublin         | 2. miejsce        | 79,44 |
| 2013 | Mistrzostwa świata                      | Moskwa         | 10. miejsce       | 78,91 |
| 2014 | Mistrzostwa Europy                      | Zurych         | el. –             | NM    |
| 2015 | Mistrzostwa świata                      | Pekin          | 11. miejsce       | 78,51 |
| 2016 | Mistrzostwa Europy                      | Amsterdam      | 7. miejsce        | 79,36 |
| 2016 | Igrzyska olimpijskie                    | Rio de Janeiro | el. – 17. miejsce | 80,49 |
| 2019 | Superliga drużynowych mistrzostw Europy | Bydgoszcz      | 8. miejsce        | 73,23 |
| 2019 | Mistrzostwa świata                      | Doha           | 8. miejsce        | 80,42 |
| 2021 | Igrzyska olimpijskie                    | Tokio          | 11. miejsce       | 79,69 |